# Panorpa tetrazonia
Panorpa tetrazonia är en näbbsländeart som beskrevs av Navás 1935. Panorpa tetrazonia ingår i släktet Panorpa och familjen skorpionsländor. Inga underarter finns listade i Catalogue of Life.